# Radio- en televisietoren Olsztyn-Pieczewo
De radio- en televisietoren Olsztyn-Pieczewo is een 360 m hoge toren, verankerd met tuikabels. Hij staat nabij de Poolse plaatsen Olsztyn en Pieczewo. Deze toren is, sinds het instorten van de Zender Konstantynów, het hoogste bouwwerk in Polen.